# Scincella
Scincella ist eine Gattung der Unterfamilie Sphenomorphinae innerhalb der Skinke, die in Nord- bis Mittelamerika sowie vor allem in Ostasien verbreitet ist. Einige Arten werden als Glattskinke bezeichnet, während im englischen Sprachraum die Bezeichnung als ground skinks („Bodenskinke“) üblich ist.

## Beschreibung
Die Skinke der Gattung Scincella sind relativ schlank und klein mit einer Kopf-Rumpf-Länge von typischerweise weniger als 6,5 cm. Die Gliedmaßen sind von moderater Länge und weisen jeweils fünf Zehen auf. Die Augen haben gut entwickelte, bewegliche Augenlider, wovon das untere ein transparentes bis semi-transparentes Fenster aufweist, das jedoch in südlichen Populationen der Art S. cherriei fehlen kann. Die Nasalia (Nasenschilde) sind geteilt und das Trommelfell ist exponiert. Die Skinke der Gattung zeichnen sich durch vier Supraocularia (Schuppen oberhalb des Auges) und meist sechs bis sieben Supralabialia (Oberlippenschilde) aus. Ihre Schnauze ist kurz mit breiter als länglich geformter Frontonasale und Rostrale. Sie haben ein bis zwei Paare deutlich vergrößerter Praeanalia.

## Lebensweise
Die Skinke leben terrestrisch, was sich auch in ihrer englischen Bezeichnung als ground skinks („Bodenskinke“) widerspiegelt. Die Gelege- und Wurfgröße variiert und beträgt bis zu elf.

## Verbreitungsgebiet
Arten der Gattung Scincella sind in Nordamerika (USA) und Mittelamerika (Mexiko, Guatemala, Honduras, El Salvador, Nicaragua) sowie vor allem in Ostasien (China, Taiwan, Nepal, Indien, Laos, Vietnam, Thailand, Myanmar, Kambodscha, Korea, Süd-Japan und Malaysia) verbreitet.

## Gefährdung
Aus der Gattung stuft die Weltnaturschutzunion (IUCN) die Art S. huanrenensis als vom Aussterben bedroht („critically endangered“) ein, die nur aus einem Ort in der chinesischen Provinz Liaoning und Korea bekannt ist. Darüber hinaus werden 23 Arten als nicht gefährdet („least concern“) eingestuft, während es zu sieben Arten nicht ausreichend Daten gibt („data deficient“) und auch zu den restlichen keine Einstufung vorliegt.

## Systematik

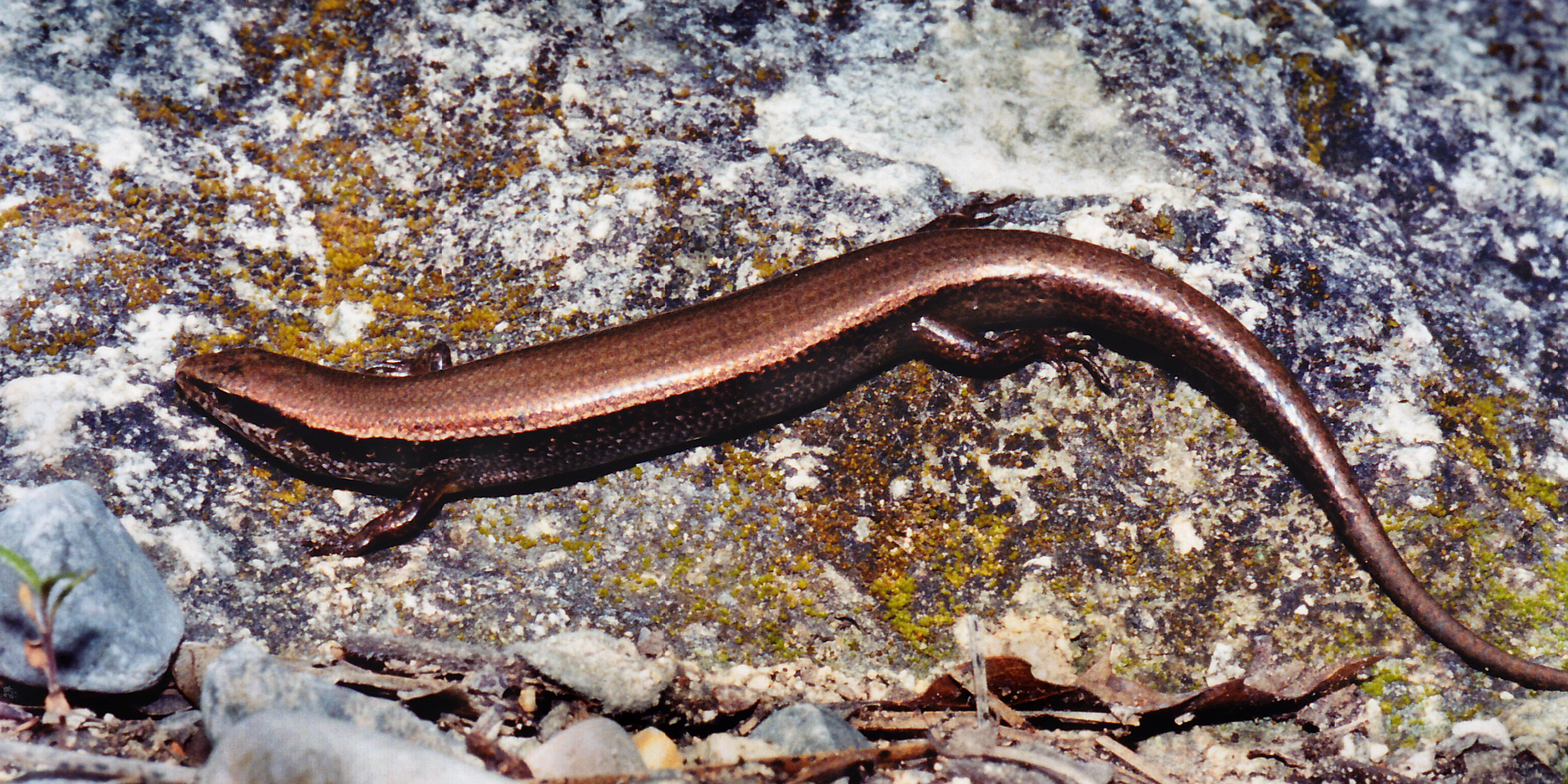
Scincella caudaequinae

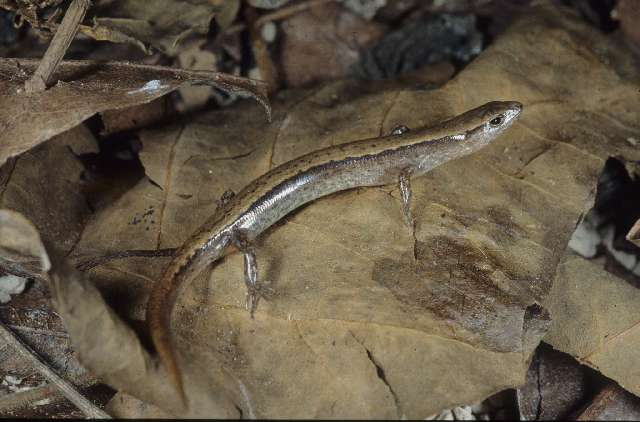
Scincella formosensis

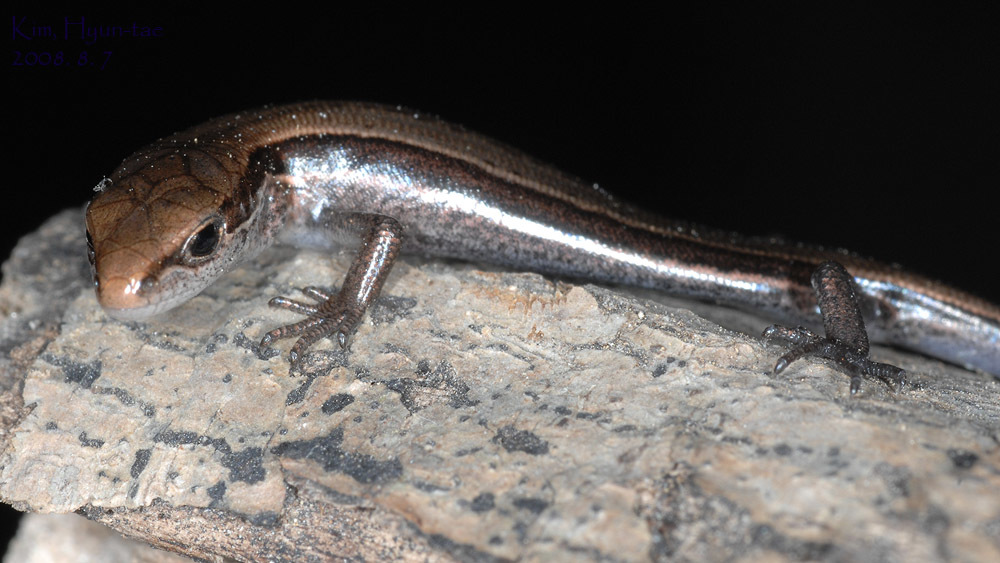
Scincella huanrenensis ist vom Aussterben bedroht

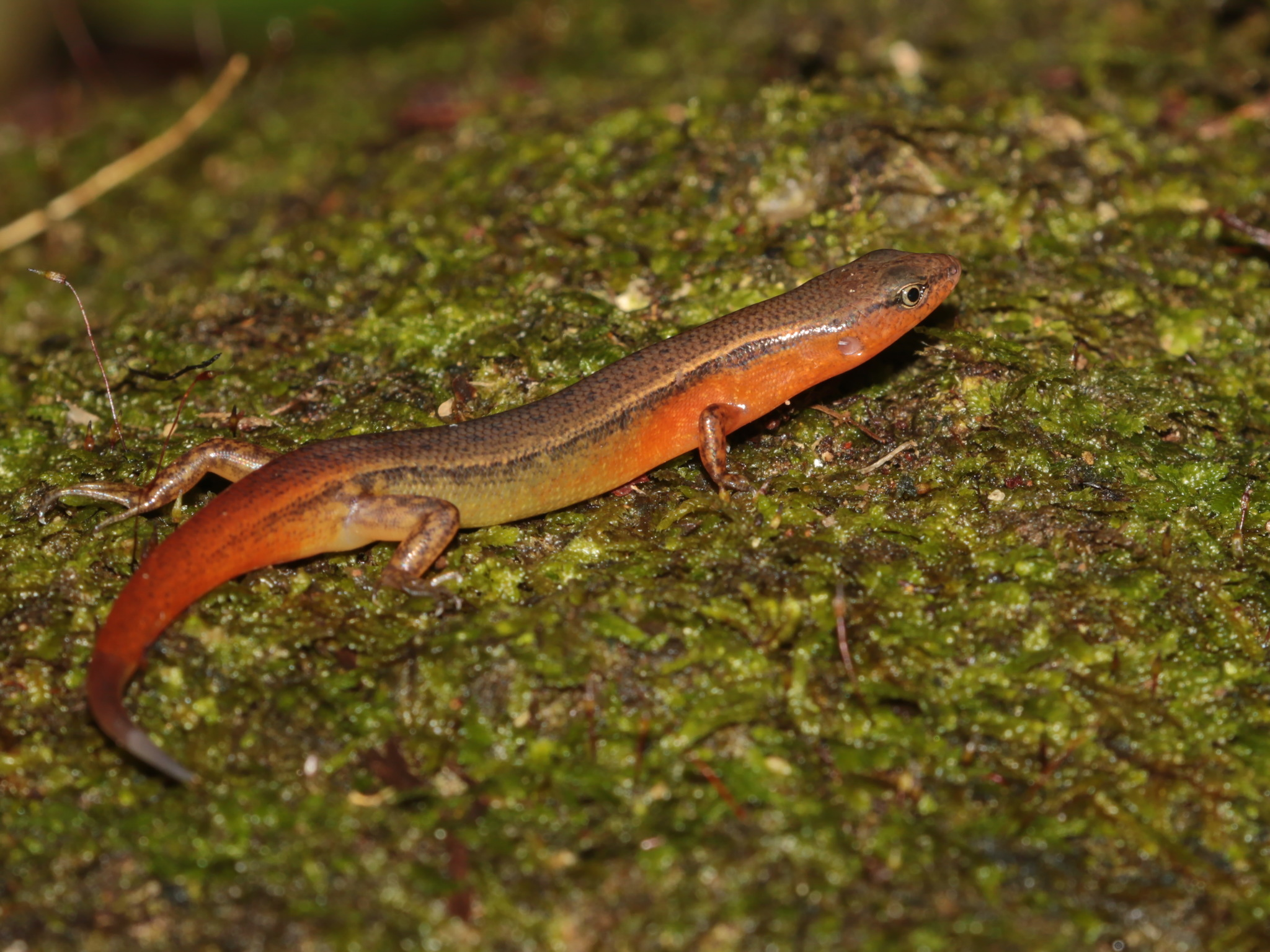
Scincella melanosticta

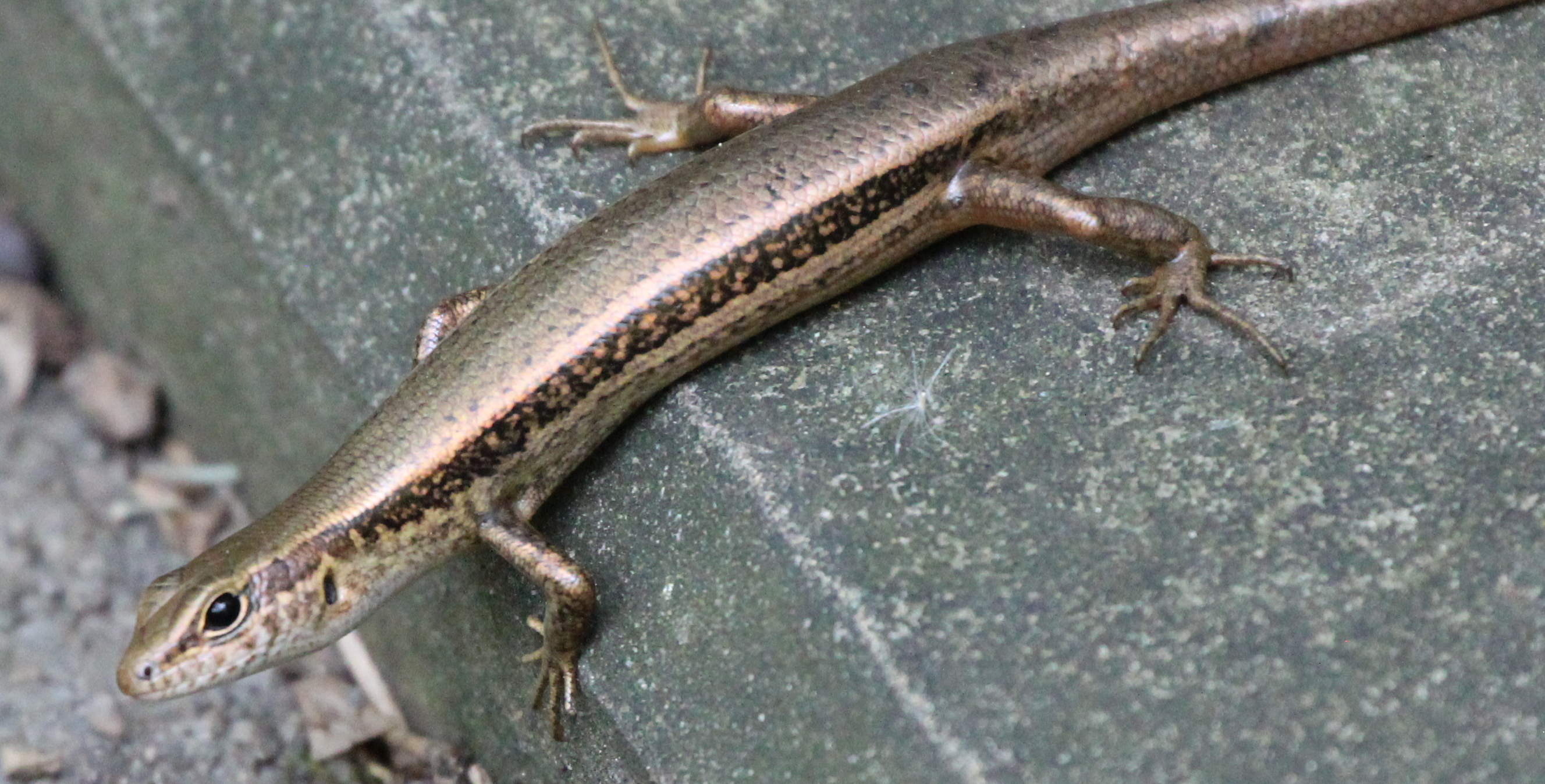
Scincella reevesii

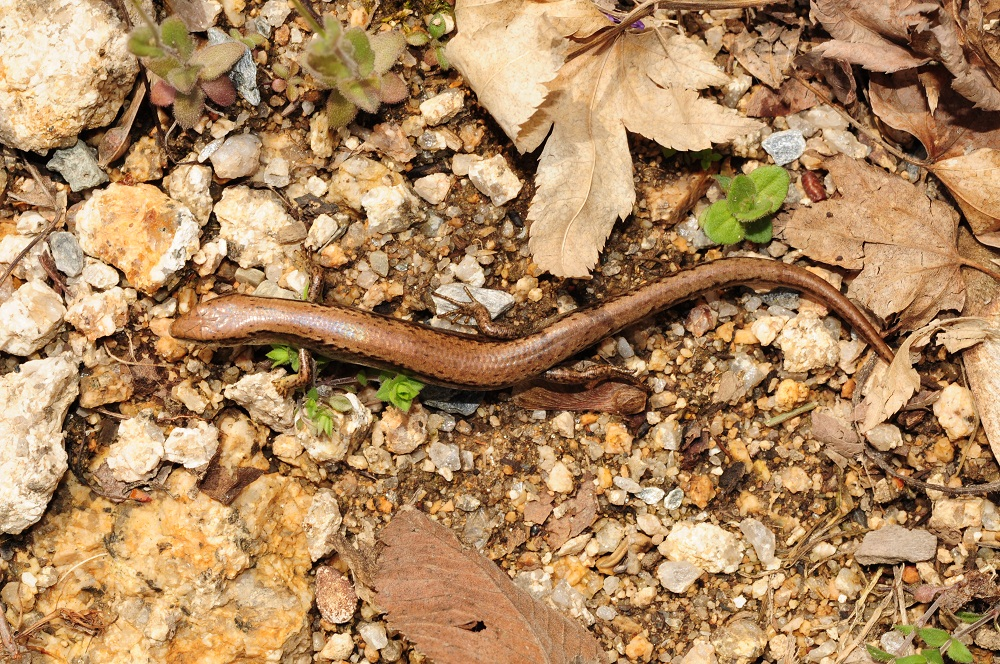
Scincella vandenburghi

Die Typusart wurde 1822 von Thomas Say als Scincus lateralis erstbeschrieben. Die Gattung Scincella wurde 1950 von dem US-amerikanischen Herpetologen Myron Budd Mittleman geschaffen. Der Gattungsname setzt sich aus dem lateinischen Wort scincus, welches „Skink“ bedeutet, und dem Suffix -ellus, welches „klein“ bedeutet, zusammen. Im Deutschen werden einige Arten als „Glattskinke“ bezeichnet.
Scincella ist eine Gattung der Unterfamilie Sphenomorphinae innerhalb der Skinke (Scincidae). In der Reptile Database werden 37 rezente Arten der Gattung Scincella unterschieden, die im Folgenden nach Taxon alphabetisch sortiert gelistet sind (Stand Juli 2022):
| Taxon                     | Erstbeschreibung                                            | Verbreitungsgebiet                                                   |
| ------------------------- | ----------------------------------------------------------- | -------------------------------------------------------------------- |
| Scincella apraefrontalis  | Nguyen, Nguyen, Böhme & Ziegler, 2010                       | Vietnam                                                              |
| Scincella assata          | (Cope, 1864)                                                | Mittelamerika                                                        |
| Scincella badenensis      | Nguyen, Nguyen, Nguyen & Murphy, 2019                       | Vietnam (Tây Ninh)                                                   |
| Scincella baraensis       | Nguyen, Nguyen, Nguyen & Murphy, 2020                       | Vietnam (Bình Phước)                                                 |
| Scincella barbouri        | (Stejneger, 1925)                                           | China (Nordost-Yunnan)                                               |
| Scincella boettgeri       | (Van Denburgh, 1912)                                        | Japan (südliche Ryūkyū-Inseln)                                       |
| Scincella capitanea       | Ouboter, 1986                                               | Nepal                                                                |
| Scincella caudaequinae    | (Smith, 1951)                                               | Mexiko                                                               |
| Scincella cherriei        | (Cope, 1893)                                                | Mittelamerika                                                        |
| Scincella darevskii       | Nguyen, Ananjeva, Orlov, Rybaltovsky & Böhme, 2010          | Vietnam (Điện Biên)                                                  |
| Scincella devorator       | (Darevsky, Orlov & Cuc, 2004)                               | Nord-Vietnam                                                         |
| Scincella doriae          | (Boulenger, 1887)                                           | China (Sichuan, Yunnan), Vietnam, Nord-Myanmar                       |
| Scincella forbesorum      | (Taylor, 1937)                                              | Mexiko (Hidalgo)                                                     |
| Scincella formosensis     | (Van Denburgh, 1912)                                        | Taiwan                                                               |
| Scincella gemmingeri      | (Cope, 1864)                                                | Südost-Mexiko                                                        |
| Scincella huanrenensis    | Zhao & Huang, 1982                                          | China (Liaoning), Korea                                              |
| Scincella incerta         | (Stuart, 1940)                                              | Mexiko (Chiapas), Südwest-Guatemala, El Salvador, Honduras (Yoro)    |
| Scincella kikaapoa        | García-Vázquez, Canseco-Márquez & Nieto-Montes De Oca, 2010 | Mexiko (Coahuila)                                                    |
| Scincella lateralis       | (Say, 1822)                                                 | USA, Mexiko                                                          |
| Scincella macrotis        | (Steindachner, 1867)                                        | Indien (Nikobaren)                                                   |
| Scincella melanosticta    | (Boulenger, 1887)                                           | Myanmar, Thailand, Kambodscha und Laos                               |
| Scincella modesta         | (Günther, 1864)                                             | China                                                                |
| Scincella monticola       | (Schmidt, 1925)                                             | China, Vietnam                                                       |
| Scincella nigrofasciata   | Neang, Chan & Poyarkov, 2018                                | Kambodscha                                                           |
| Scincella ochracea        | (Bourret, 1937)                                             | Vietnam (Son La)                                                     |
| Scincella potanini        | (Günther, 1896)                                             | China (Kansu, Sichuan, Guizhou)                                      |
| Scincella przewalskii     | (Bedriaga, 1912)                                            | China (Gansu)                                                        |
| Scincella punctatolineata | (Boulenger, 1893)                                           | Myanmar, Thailand                                                    |
| Scincella rara            | (Darevsky & Orlov, 1997)                                    | Vietnam                                                              |
| Scincella reevesii        | (Gray, 1838)                                                | China, Nepal, Indien, Myanmar, Thailand, Kambodscha, Malaysia, Korea |
| Scincella rufocaudata     | (Darevsky & Nguyen Van Sang, 1983)                          | Vietnam (Gia Lai, Vinh Phuc), Kambodscha                             |
| Scincella rupicola        | (Smith, 1916)                                               | Vietnam                                                              |
| Scincella schmidti        | (Barbour, 1927)                                             | China (Sichuan)                                                      |
| Scincella silvicola       | (Taylor, 1937)                                              | Mexiko                                                               |
| Scincella tsinlingensis   | (Hu & Zhao, 1966)                                           | China                                                                |
| Scincella vandenburghi    | (Schmidt, 1927)                                             | Japan (Tsushima), Korea                                              |
| Scincella victoriana      | (Shreve, 1940)                                              | Myanmar                                                              |